# Röhrenbach
Röhrenbach è un comune austriaco di 527 abitanti nel distretto di Horn, in Bassa Austria.